# Agenda 47
Agenda 47 är en räcka reformer och löften som Donald Trump och hans team presenterat inför det amerikanska presidentvalet 2024. Det är reformer och löften som Trump och hans team lovat att genomföra och infria om han skulle väljas till USA:s 47:e president. Flera av reformförslagen innebär en väsentlig ökning av presidentens personliga makt och ett avlägsnande (eller minskande) av kontroller och balanser eller motvikter avseende just detta.

## Lista med förslag
Enligt Trumps kampanjwebbplats lovar Trump och hans team bland annat följande:
- Att föra krig mot kartellerna
- Att skydda studenter från den radikala vänstern
- Att ta itu med ökningen av kroniska barnsjukdomar
- Att avveckla den djupa staten och återföra makten till det amerikanska folket
- Att återta Amerikas självständighet genom att minska Bidens katastrofala handelsunderskott
- Att stoppa kinesiskt spionage
- Att bygga en ny missilförsvarssköld
- Att värna Medicare och social trygghet